# Travis Jayner
Travis Jayner (* 9. Mai 1982 in Moncton) ist ein ehemaliger US-amerikanischer Shorttracker.

## Werdegang
Jayner errang in der Saison 2005/06 mit dritten Plätzen mit der Staffel in Bormio sowie in Den Haag seine ersten Podestplatzierungen im Weltcup. In der Saison 2006/07 kam er mit mehreren Top-Zehn-Platzierungen und dritten Plätzen mit der Staffel in Saguenay sowie in Budapest auf den sechsten Platz in der Weltcupwertung über 1000 m und gewann bei den Weltmeisterschaften 2007 in Mailand die Bronzemedaille mit der Staffel. Zudem wurde er bei den Teamweltmeisterschaften 2007 in Budapest Vierter. In der Saison 2008/09 holte er bei den Teamweltmeisterschaften 2009 in Heerenveen die Bronzemedaille und errang beim Weltcup in Salt Lake City den zweiten Platz mit der Staffel. Nachdem er zu Beginn der Saison 2009/10 in Montreal mit dem dritten Platz über 1500 m seine erste Podestplatzierung im Weltcupeinzel erringen konnte, wurde er in Marquette Zweiter mit der Staffel und gewann beim Saisonhöhepunkt, den Olympischen Winterspielen 2010 in Vancouver, die Bronzemedaille mit der Staffel. Zudem lief er dort auf den 23. Platz über 1000 m. Bei den nachfolgenden Weltmeisterschaften in Sofia belegte er den 11. Platz im Mehrkampf holte die Silbermedaille mit der Staffel. 
Zu Beginn der Saison 2010/11 wurde Jayner beim Weltcup in Montreal jeweils Dritter mit der Staffel und über 1000 m sowie Zweiter über 1500 m und in Québec jeweils Zweiter über 1000 m und mit der Staffel. Im weiteren Saisonverlauf kam er in Moskau auf den dritten Platz über 1000 m sowie auf den zweiten Rang über 1500 m und in Dresden auf den dritten Platz über 500 m. Er belegte damit zum Saisonende den dritten Platz in der Weltcupwertung über 1000 m. Bei den  Teamweltmeisterschaften 2011 in Warschau lief er auf den fünften Platz und bei den Weltmeisterschaften 2011 in Sheffield auf den 18. Platz über 500 m, auf den 16. Rang über 1500 m sowie auf den 12. Platz über 1000 m. Zudem gewann er dort erneut die Bronzemedaille mit der Staffel. Im folgenden Jahr errang er bei den Weltmeisterschaften 2012 in Peking den 25. Platz im Mehrkampf. In der Saison 2012/13 kam er mit dritten Plätzen in Montreal mit der Staffel und in Nagoya über 500 m letztmals im Weltcup aufs Podest und absolvierte in Dresden seinen letzten Weltcup, welchen er auf dem siebten Platz über 1500 m beendete.

## Erfolge

### Olympische Spiele
- 2010 Vancouver: 3. Platz Staffel, 23. Platz 1000 m

### Shorttrack-Weltmeisterschaften
- 2007 Mailand: 3. Platz Staffel
- 2010 Sofia: 2. Platz Staffel, 6. Platz 1500 m, 11. Platz Mehrkampf, 18. Platz 500 m, 24. Platz 1000 m
- 2011 Sheffield: 3. Platz Staffel, 12. Platz 1000 m, 16. Platz 1500 m, 18. Platz 500 m
- 2012 Peking: 10. Platz 1500 m, 23. Platz 500 m, 25. Platz Mehrkampf, 48. Platz 1000 m

### Team-Weltmeisterschaften
- 2007 Budapest: 4. Platz
- 2009 Heerenveen: 3. Platz
- 2011 Warschau: 5. Platz

## Persönliche Bestleistungen
| Disziplin | Zeit         | Datum            | Ort            |
| --------- | ------------ | ---------------- | -------------- |
| 500 m     | 41,398 s     | 2. Dezember 2012 | Nagoya         |
| 1000 m    | 1:26,011 min | 5. Januar 2014   | Salt Lake City |
| 1500 m    | 2:13,010 min | 18. Oktober 2008 | Salt Lake City |
| 3000 m    | 5:19,005 min | 18. Januar 2015  | Salt Lake City |